# 日新站 (京畿道)
日新站（：／ Ilsin yeok */?）是中央線沿線的一座鐵路車站，位于韓國京畿道杨平郡砥平面日新里，有ITX-新村及無窮花號等列車停靠。

## 車站結構
| ↑ 石佛          |
| ４３ \| ２１ \| |
| 梅谷 ↓          |

| 月台 | 路線   | 類別     | 目的地               |
| ---- | ------ | -------- | -------------------- |
| 1    | 中央線 | 無窮花號 | 未使用               |
| 2    | 中央線 | 無窮花號 | 原州、堤川、安東方向 |
| 3    | 中央線 | 無窮花號 | 楊平、清涼里方向     |
| 4    | 中央線 | 無窮花號 | 未使用               |

## 历史
- 1940年4月1日：开始使用，当时的车站名称是九屯站。
- 2012年9月25日：新站舍启用。
- 2013年11月30日：更改为现在名称[1][2]。

## 圖片

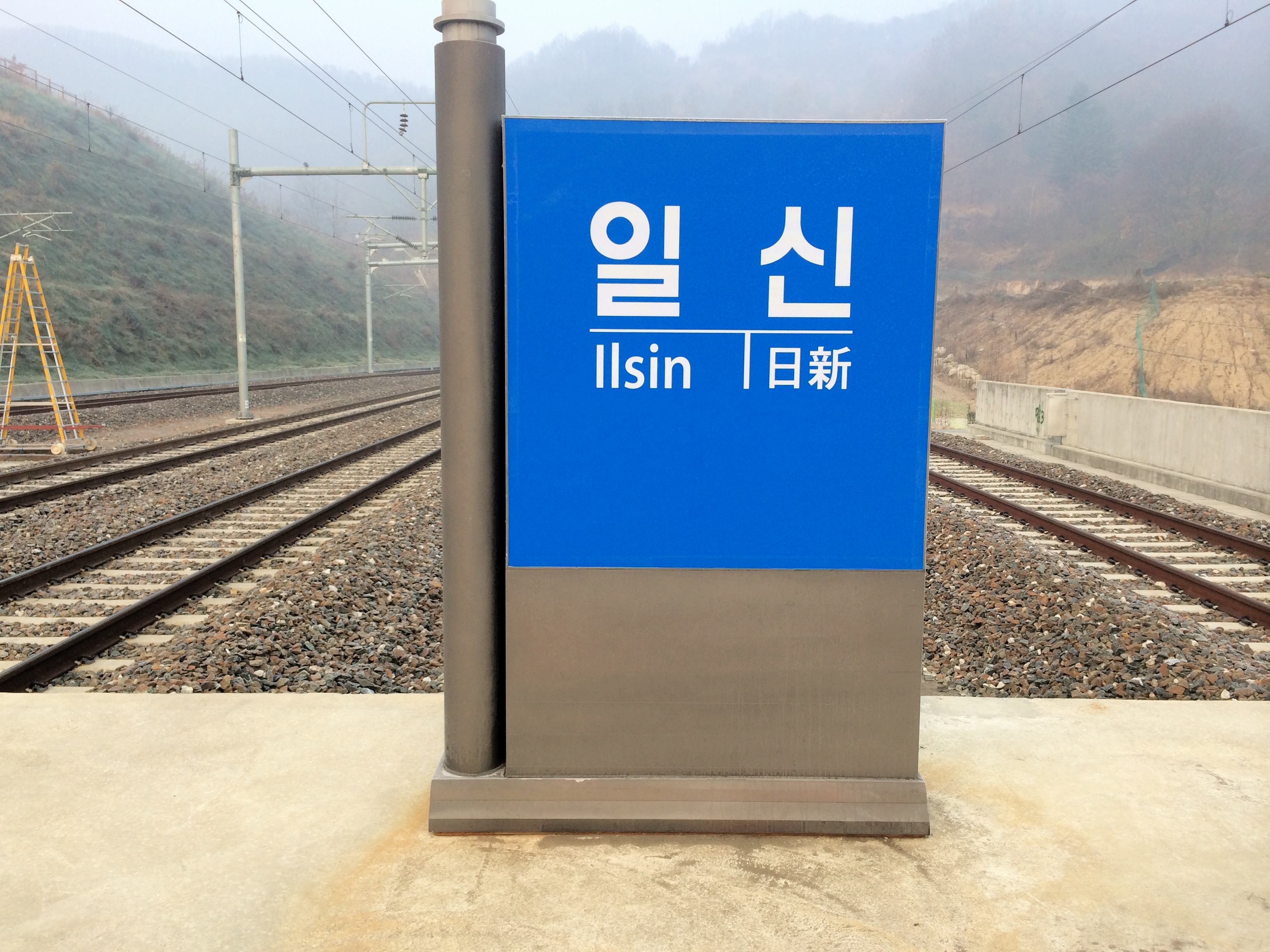
站牌
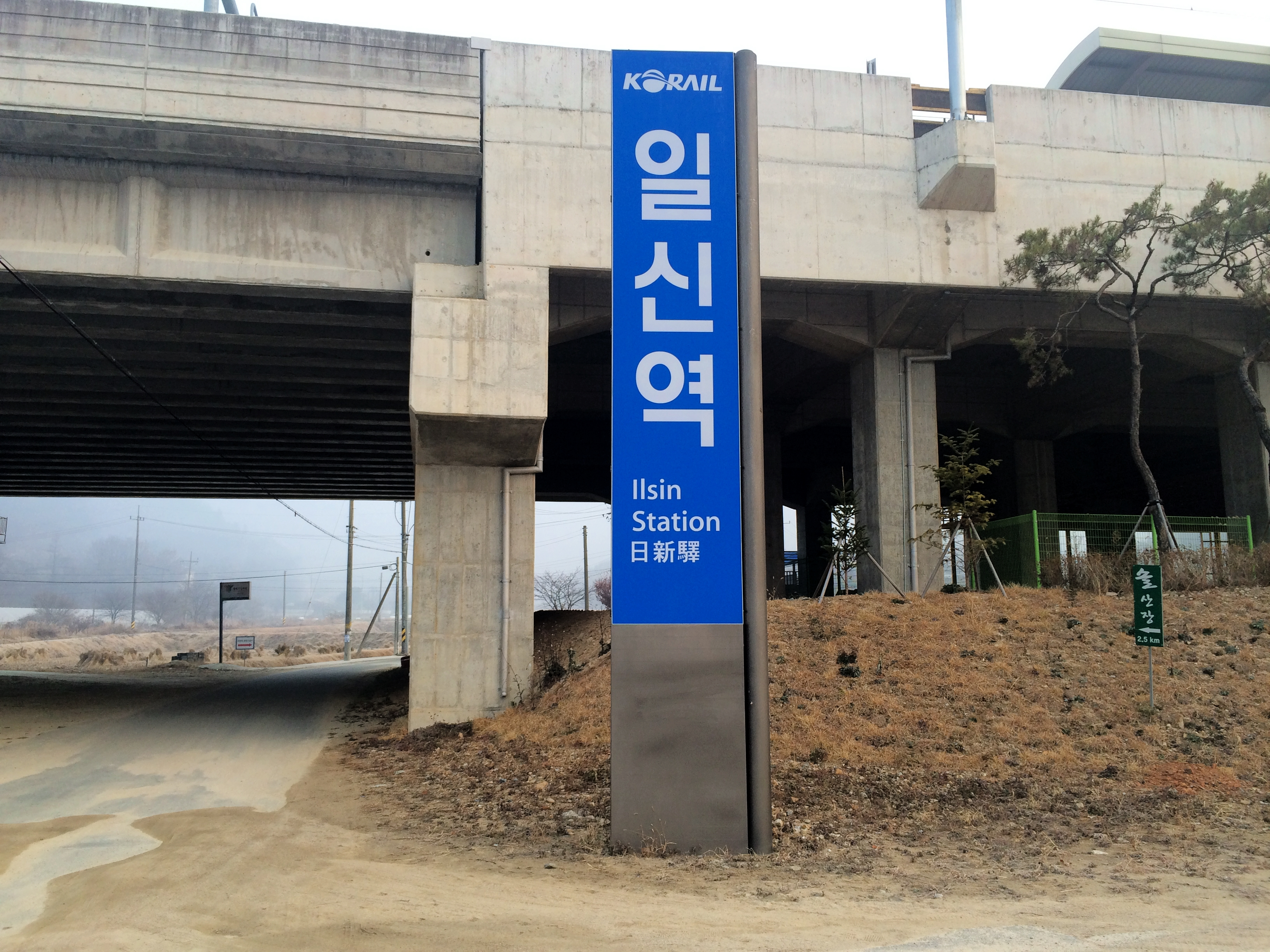
側式站牌
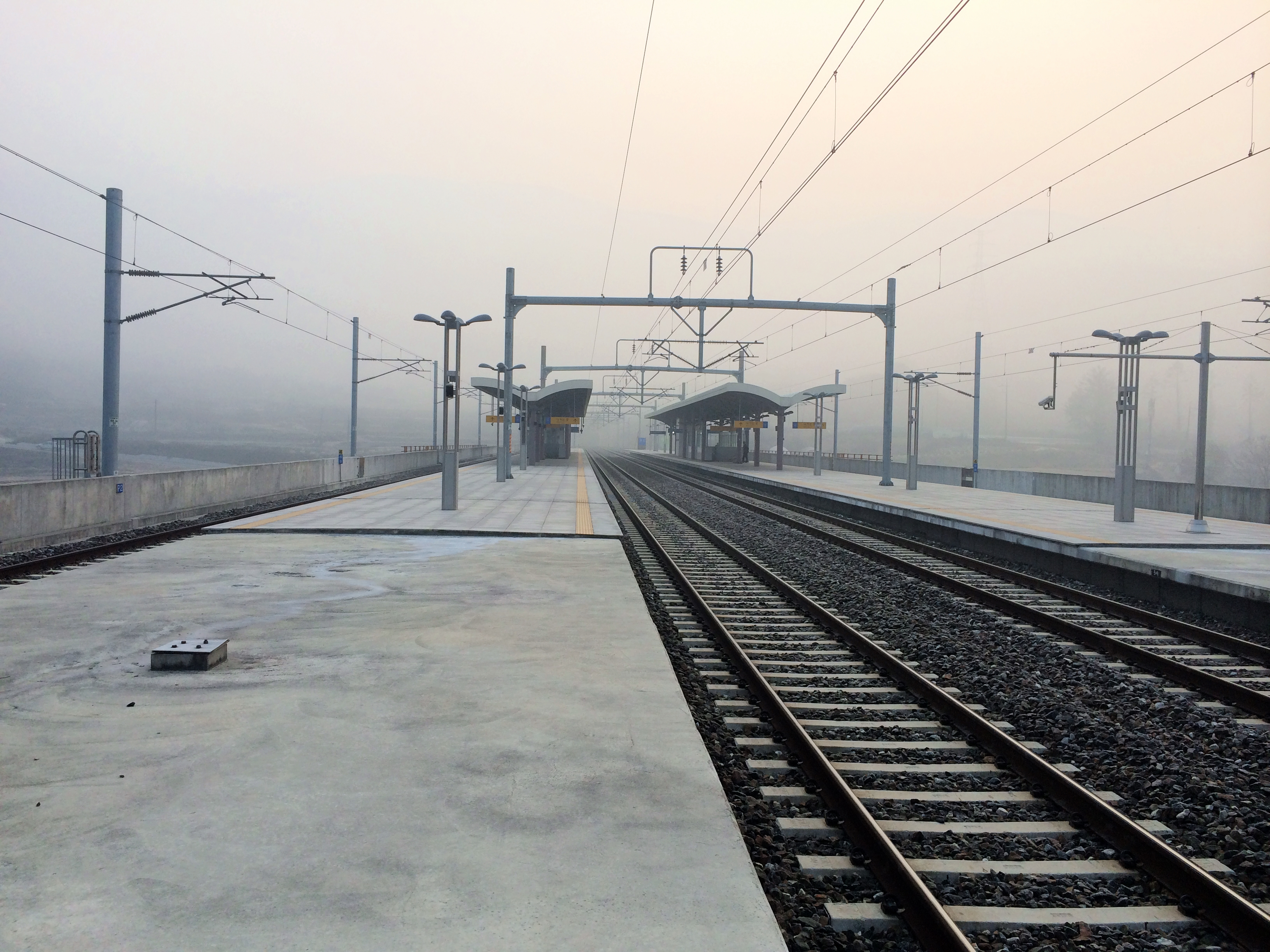
車站月台
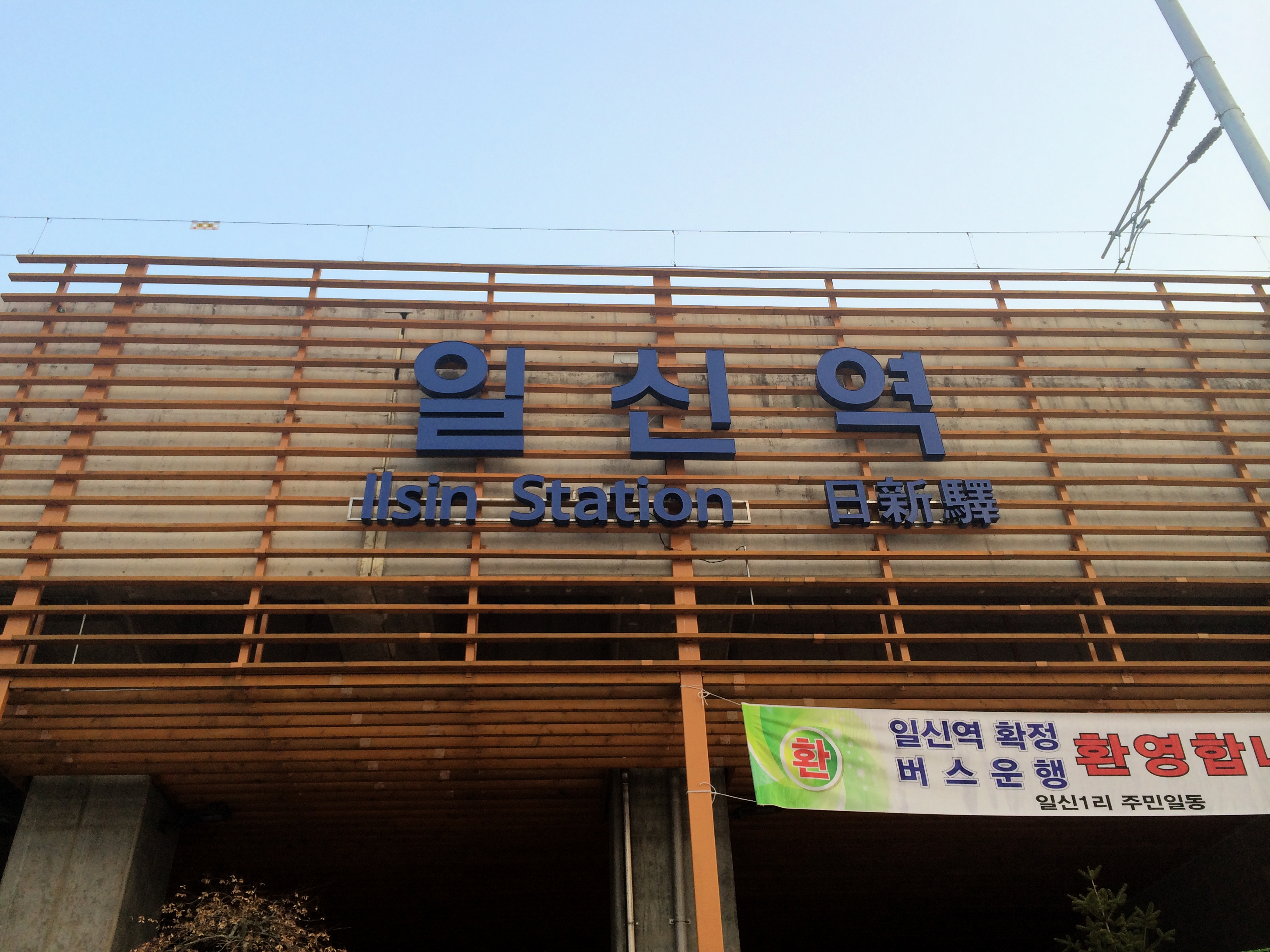
站名立體字
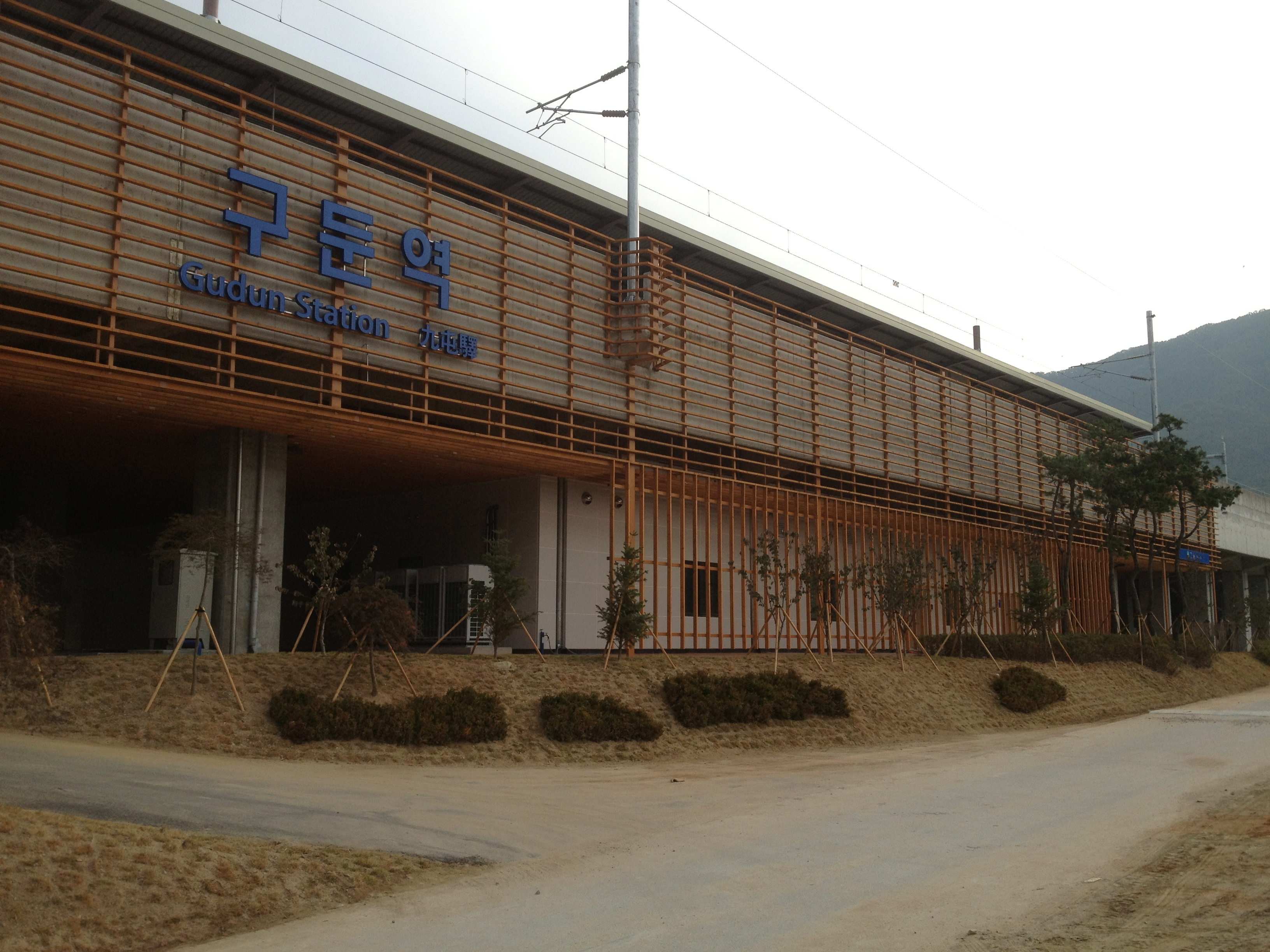
車站外觀
車站全景（外）
車站全景（內）
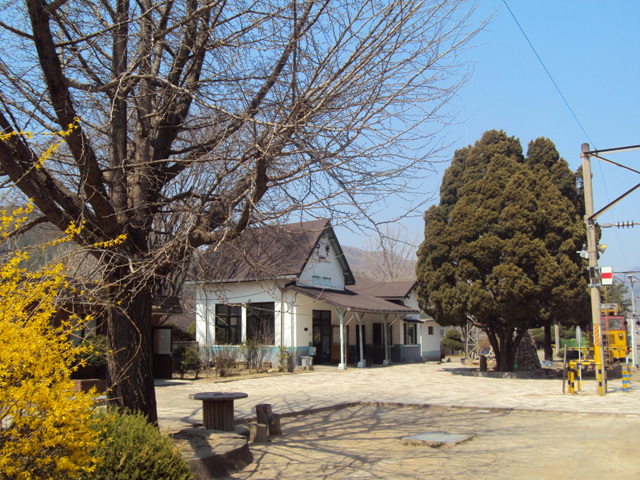
舊車站

## 相鄰車站
韓国铁道公社
中央线
石佛－日新－梅谷